# Skitliv
Skitliv è un progetto musicale Black doom metal fondato da Sven Erik Kristiansen (in arte Maniac, ex cantante dei Mayhem) e da Kvarforth (cantante negli Shining) nel 2005. La band suona all'Hellfest nel 2008. Nel 2009 pubblica il primo album ufficiale Skandinavisk Misantropi, nel quale partecipano come guest star Gaahl, Attila Csihar e David Tibet.

## Formazione
- Maniac - voce, chitarra
- Kvarforth - chitarra, voce secondaria
- Ingvar Magnusson - chitarra
- Dag Otto - batteria

## Ex membri
- Tore Moren - Basso
- Spacebrain - Basso
- Wedebrand - Batteria
- Trish - Batteria
- The Blanco - Batteria

## Discografia
- 2007 - Kristiansen and Kvarforth Swim in the Sea of Equilibrium While Waiting Selvutgitt (Demo)
- 2008 - Amfetamin Cold Spring (EP)
- 2009 - Skandinavisk Misantropi